# Jan Kjærstad

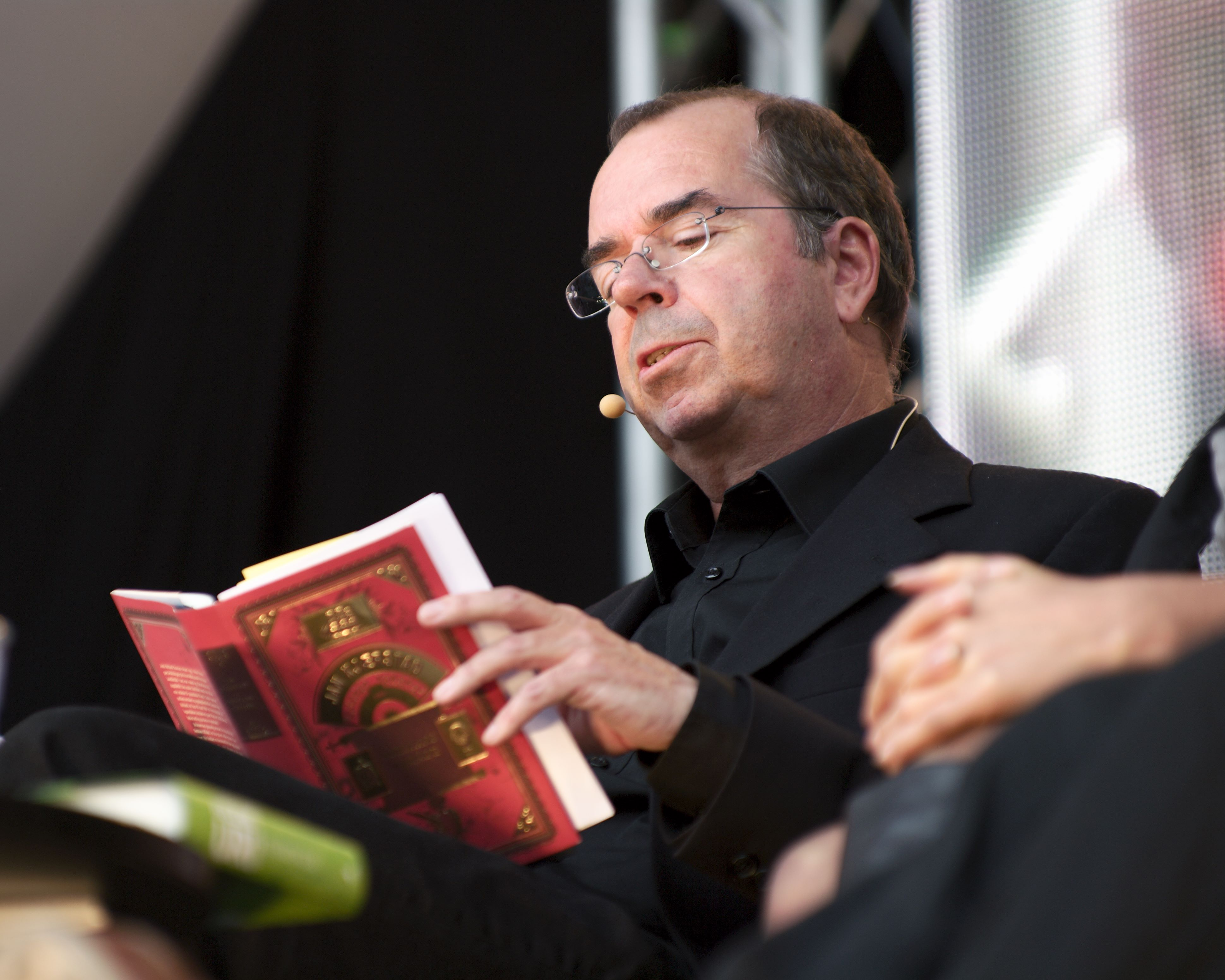
Jan Kjærstad op het Bokfestival (Oslo) in 2011

Jan Kjærstad (Oslo, 6 maart 1953) is  een Noors schrijver. Hij is vooral bekend geworden door de drie romans over Jonas Wergeland die ook in het Nederlands zijn vertaald.
Kjærstad werd geboren in Oslo. Hij heeft theologie gestudeerd aan de Universiteit van Oslo en aan een onafhankelijke Theologische faculteit, ook in Oslo. Hij debuteerde als schrijver in 1980 met een bundel novellen  Kloden dreier stille rundt. In die periode werkte hij als redacteur voor het literaire tijdschrift  Vinduet
Zijn bekendste werk is de trilogie over de tv-persoonlijkheid Jonas Wergeland die in de jaren negentig verschenen. De drie boeken, in het Nederlands vertaald door Paula Stevens  als De verleider, De veroveraar en De ontdekker, vormen geen trilogie in de gewone zin. Ze geven geen chronologisch doorlopend verhaal, maar belichten alle drie een verschillende invalshoek op de hoofdpersoon die verdacht wordt van de moord op zijn echtgenote.
Voor het laatste deel, in het Noors, Oppdageren kreeg Kjærstad in 2001 de Literatuurprijs van de Noordse Raad.

## Prijzen
- 1993 - Aschehougprijs
- 1998 - Henrik-Steffensprijs
- 2000 - Doblougprijs
- 2001 - Literatuurprijs van de Noordse Raad

- Bibsys: 90058874
- Biblioteca Nacional de España: XX5478810
- Bibliothèque nationale de France: cb12233081z (data)
- Gemeinsame Normdatei: 119046679
- International Standard Name Identifier: 0000 0000 8183 9959
- Library of Congress Control Number: n82210393
- Nationale Bibliotheek van Letland: 000017248
- Nationale Bibliotheek van Tsjechië: xx0040329
- Nationale Bibliotheek van Israël: 987007308183905171
- Nederlandse Thesaurus van Auteursnamen: 072426772
- LIBRIS: 193658
- Système universitaire de documentation: 031035124
- Virtual International Authority File: 115451422
- WorldCat: E39PBJtCxQrbbFfbTWx8P7y68C